# Yoshinori Shirakawa
Le baron Yoshinori Shirakawa (白川 義則, Shirakawa Yoshinori) (24 janvier 1869 - 26 mai 1932) est un général de l'armée impériale japonaise qui meurt à Shanghai lors d'un attentat du Coréen Yoon Bong-gil.

## Biographie
Shirakawa est né dans une famille samouraï à Iyo sur l'île de Shikoku (actuelle préfecture d'Ehime). Il est scolarisé à l'école militaire dans sa jeunesse, avec le génie militaire pour spécialité, et sert dans le 21e régiment d'infanterie. Il est diplômé de la 1re promotion de l'académie de l'armée impériale japonaise en 1890 et est promu sous-lieutenant l'année suivante.
Shirakawa entre à l'école militaire impériale du Japon en 1893, mais est forcé d'en partir l'année suivante en raison de son appel pour la première guerre sino-japonaise. Durant ce conflit, il est promu lieutenant. Il retourne à l'école militaire et est promu capitaine en 1899. Il est ensuite assigné comme commandant du 21e régiment d'infanterie. En 1902, il est assigné dans la garde impériale.
Promu major en 1903, Shirakawa reprend la tête du 21e régiment d'infanterie durant la guerre russo-japonaise. Pendant ce conflit, il est promu pour devenir chef d'État-major de la 13e division. Il devient lieutenant-colonel en 1907, colonel en 1909, et commandant du 34e régiment d'infanterie.
En juin 1911, Shirakawa devient chef d'État-major de la 11e division, et est promu major-général plus tard dans l'année. De 1913 à 1915, il est commandant des forces japonais en Chine centrale.
Durant la Première Guerre mondiale, Shirakawa est commandant de la 9e brigade d'infanterie. Il sert comme chef du bureau du personnel au ministère de la Guerre de 1916 à 1919, et après sa promotion en lieutenant-général en 1919, il est commandant de l'académie de l'armée impériale japonaise. En 1921, il est assigné à la tête de la 11e division puis de la 1re division en 1922.
En 1921, Shirakawa analyse les plans de projets d'avion de Ninomiya Chūhachi, reconnait leur valeur et l'armée lui passe commande en 1922.
De 1922 à 1923, Shirakawa est vice-ministre de la Guerre auprès du général Yamanashi Hanzō. Après avoir brièvement servi comme chef du service aérien de l'Armée impériale japonaise, il est commandant-en-chef de l'armée japonaise du Guandong de 1923 à 1926. Il reçoit pendant cette période le Grand cordon de l'ordre du Soleil levant.
Promu général en mars 1925, il sert au conseil de guerre suprême de 1926 à 1932, et est ministre de la Guerre de 1927 à 1929.
Avec l'augmentation des tensions en Chine, Shirakawa est envoyé le 25 février 1932 pour prendre la tête de l'armée expéditionnaire japonaise de Shanghai. Cependant, deux mois plus tard, le 29 avril 1932, il est gravement blessé dans un attentat à la bombe du militant indépendantiste coréen Yoon Bong-gil au parc Hongkou de Shanghai et meurt le 26 mai.
Shirakawa est décoré à titre posthume du Grand cordon de l'ordre des fleurs de Paulownia, de l'ordre du Milan doré (2e classe), et élevé au titre de baron (danshaku) selon le système de noblesse kazoku. Ses cendres sont réparties entre sa ville de résidence de Matsuyama et le cimetière d'Aoyama de Tokyo.